# André Péry
Pour les articles homonymes, voir Péry.
André Péry, né le 27 décembre 1921 à Nyon et mort le 30 juillet 2008, est un pasteur, écrivain, poète et traducteur vaudois.

## Biographie
Originaire de Nyon et de Genève, André Péry fait des études de théologie à Lausanne et à Édimbourg, puis devient pasteur. Il exerce son ministère dans plusieurs paroisses en Suisse et en France. 
Sa carrière littéraire commence en 1955 avec la publication d'un ouvrage de théologie. Ses premiers livres, parmi lesquels Le catéchisme de Heidelberg : un commentaire pour notre temps (1959), L'épître aux Galates (1959), L'épître aux Philippiens (1959), sont tous des essais théologiques. 
En 1965, André Péry se consacre à la traduction d'un ouvrage de Nelson Mandela puis traduit des textes de plusieurs auteurs anglophones. Il est également l'auteur d'un recueil de poésie : Le matin vient, la nuit aussi (1987).
Enfin, André Péry publie depuis 1976 son journal dans lequel il évoque ses activités quotidiennes de pasteur et tient des réflexions sur les divers événements qu'il vit ou dont il est témoin. Les cinq premiers volumes de ce journal ont déjà été publiés, un aux éditions L'Âge d'homme et quatre chez Labor et Fides, couvrant les années 1962 à 1985 : La parole et les mots, journal 1976-1979, Singulier pluriel, journal 1980-1981, Moments sauvés, journal d'un pasteur 1982-1983, À l'ombre du doute, journal IV 1962-1976, La foi en liberté, journal 1984-1985. Un sixième tome, Signes du temps, journal (2001) consacré aux années 1986 à 1992, est paru en 2001.

## Sources
- « André Péry », sur la base de données des personnalités vaudoises sur la plateforme « Patrinum » de la Bibliothèque cantonale et universitaire de Lausanne.
- Anne-Lise Delacrétaz, Daniel Maggetti, Écrivaines et écrivains d'aujourd'hui, p. 303
- A D S - Autorinnen und Autoren der Schweiz - Autrices et Auteurs de Suisse - Autrici ed Autori della Svizzera
- Labor et Fides - Septembre 2000